# Фридрих Еберхард фон Золмс-Зоненвалде
Фридрих Еберхард фон Золмс-Зоненвалде (на немски: Friedrich Eberhard zu Solms-Sonnenwalde; * 17 май 1691, Поух; † 1752, Лайпциг) е граф на Золмс-Зоненвалде, господар във Вендиш и Нидер-Золанд.

## Биография
Той е най-големият син на граф Ото Хайнрих фон Золмс-Зоненвалде (1654 – 1711) и съпругата му Шарлота София фон Крозигк (* 13 август 1664; † 15 ноември 1706), наследничка на Ной-Рьоза, дъщеря на майор-генерал Георг Рудолф фон Крозигк и Хедвиг Сибила фон Волферсдорф.
Фридрих Еберхард фон Золмс-Зоненвалд умира в Лайпциг на 3 май 1752 г. и е погребан във Витихенау.

## Фамилия
Фридрих Еберхард фон Золмс-Зоненвалде се жени на 25 юли 1724 г. във Виена за графиня Мария Шарлота Алойзия фон Шерфенберг (* 4 ноември 1699; † 16 май 1780, Дрезден, погребана във Витихенау), дъщеря на граф Франц Антон фон Шерфенберг и графиня Франциска Елеонора фон Ламберг. Те имат шест деца:
- Шарлота Мария Франциска фон Золмс-Зоненвалде (* 16 юни 1725, Зоненвалде; † 27 март 1783, Виена), омъжена във Виена на 6 февруари 1741 г. за граф Кристиан Август фон Зайлерн-Ашпанг (* 22 април 1717; † 18 октомври 1801, Виена)
- Фридерика Шарлота Йозефа фон Золмс-Зоненвалде (* 30 юни 1727, Зоненвалде; † 20/21 февруари 1752, Мюнхен), омъжена в Мюнхен на 30 април 1752 г. за граф Игнац Йозеф Кайетан Фугер фон Кирхберг-Вайсенхорн (* 9 август 1720; † 14 юни 1791, Мюнхен)
- Еберхардина Анна Шарлота фон Золмс-Зоненвалде (* 15 юли 1729, Зоненвалде; † 12 декември 1799, Дрезден), омъжена I. на 18 юли 1763 г. за фрайхер Август фон Баге († 16 септември 1780, Маркерсдорф), II. на 25 април 1782 г. за Петер Георг фон дер Венге-Ламбсдорф († 1793, Дрезден)
- Фридрих Еберхард Йозеф Франц фон Золмс-Зоненвалде (* 7 април 1732, Зоненвалде; † 20 октомври 1758/1785, Зоненвалде), женен в Дрезден на 3 февруари 1754 г. за Мария Вилхелмина Ширндингер фон Ширндинг (* 10 ноември 1733; † 1803)
- Фридрих Кристиан Александер Флориан Еберхард фон Золмс-Зоненвалде (* 7 март 1735, Зоненвалде; † 15 август 1760, убит в битка при Лигниц)
- Фридрих Франц Ксавер Антониус Якоб Атеногенас Еберхард фон Золмс-Зоненвалде (* 11 януари 1739, Зоненвалде; † 9 декември 1803, Ронебург)